# Derk Boerrigter
Derk Boerrigter (* 16. Oktober 1986 in Oldenzaal) ist ein niederländischer Fußballspieler. Er stand zuletzt beim schottischen Erstligisten Celtic Glasgow unter Vertrag.

## Karriere
Boerrigter begann als fünfjähriger Steppke bei Quick’20 in seiner Heimatstadt Oldenzaal mit dem Fußballspielen. Mit zwölf Jahren wechselte er in die Jugendabteilung des FC Twente. Als 18-Jähriger unterschrieb er einen Zweijahresvertrag beim AFC Ajax in Amsterdam. Hier wurde der Linksaußen in der zweiten Mannschaft Jong Ajax eingesetzt. Im Januar 2007 wurde er für den Rest der Saison an den Zweitligisten HFC Haarlem ausgeliehen, bei dem er am 2. Februar 2007 seinen ersten Einsatz im bezahlten Fußball absolvierte, als er beim 1:1 gegen AGOVV Apeldoorn in der 70. Minute für Marvin Wijks eingewechselt wurde.
Zur Saison 2007/08 wechselte Boerrigter zum Zweitliga-Konkurrenten FC Zwolle, bei dem er sich in seiner ersten Spielzeit als Vorbereiter und in seiner zweiten Saison auch als Torschütze weiterentwickelte. Der RKC Waalwijk wurde auf ihn aufmerksam und holte ihn nach dem Aufstieg 2009 nach Nordbrabant. Trotz Boerrigters sieben Treffern in 31 Spielen musste der RKC am Saisonende direkt in die Eerste divisie zurück. In der folgenden Spielzeit 2010/11 jedoch war er mit 18 Toren in 33 Spielen (als zweitbester Torschütze hinter Donny de Groot) einer der Garanten für die Meisterschaft und den Aufstieg der Waalwijker. Zur Saison 2011/12 holte ihn Ajax zurück nach Amsterdam, wo er in den ersten fünf Ligaspielen der Saison mit drei Treffern einen überzeugenden Einstand gab. In der Champions League debütierte er am 14. September beim 0:0 im ersten Gruppenspiel gegen Olympique Lyon. Mit dem Hauptstadtverein konnte Boerrigter zweimal in Folge die Niederländische Meisterschaft gewinnen. Im Juli 2013 unterschrieb er einen Vierjahresvertrag bei Celtic Glasgow. Im April 2016 wurde der Vertrag vorzeitig aufgelöst.

### Erfolge
- Schottischer Meister: 2014, 2015
- Schottischer Ligapokal: 2015
- Niederländischer Meister: 2012, 2013